# Angoumien
Das Angoumien ist eine geologische Gruppe des nördlichen Aquitanischen Beckens, die während des Turoniums abgelagert wurde. Sie besteht aus zwei Formationen, die aus Fossilkalken aufgebaut sind.

## Etymologie
Die Bezeichnung Angoumien leitet sich vom Französischen Angoumois ab – eine historische Region, die Angoulême als ihren Mittelpunkt hatte, Präfekturstadt des heutigen Départements Charente.

## Geographische Verbreitung
Die Gruppe ist in der Umgebung von Angoulême aufgeschlossen, erstreckt sich aber noch wesentlich weiter nach Süden in das Département Dordogne hinein. Hier tritt sie insbesondere im Périgord vert auf, wird aber auch noch im Périgord blanc angetroffen.

## Stratigraphie

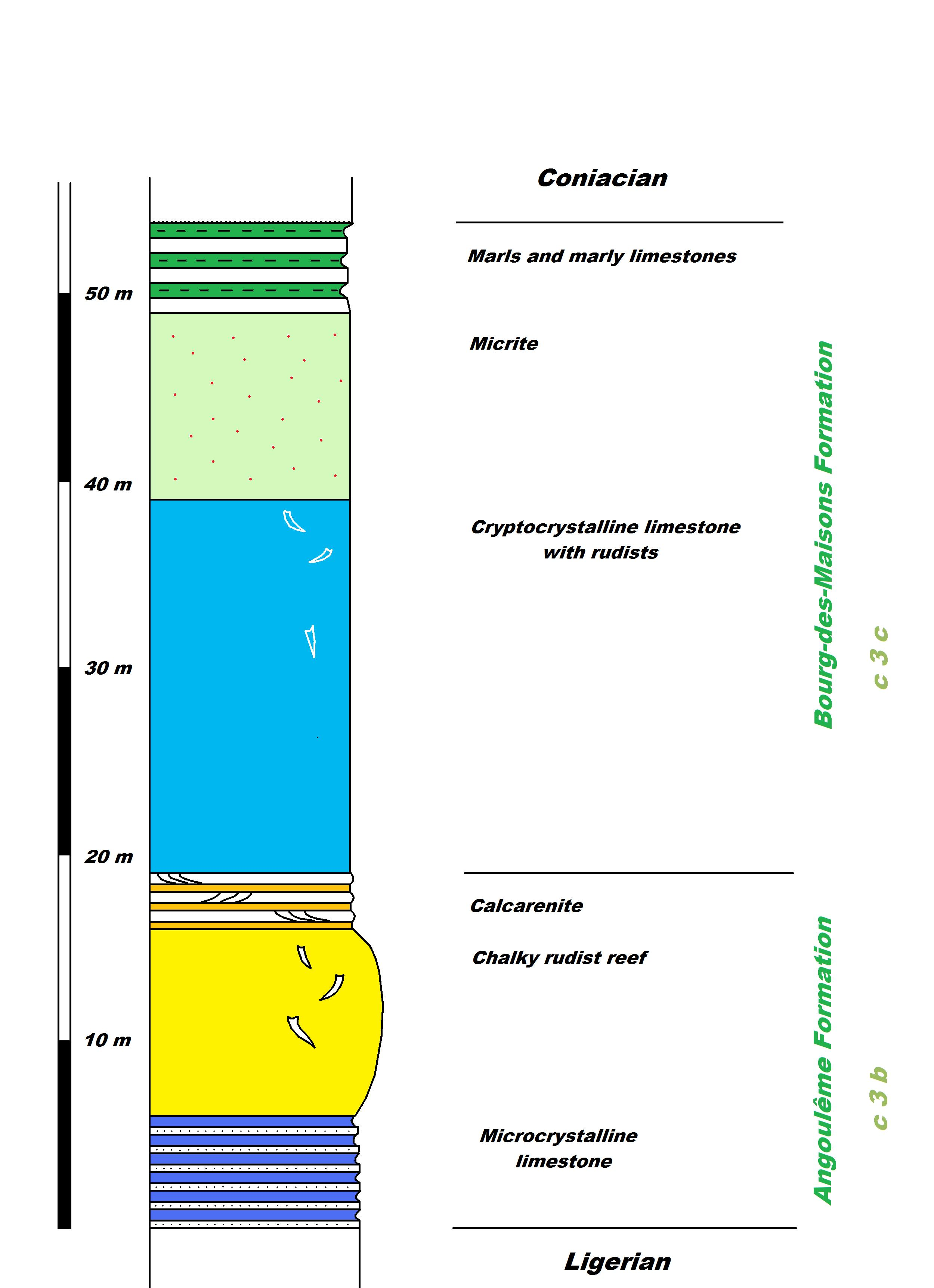
Etwas vereinfachte Stratigraphie des Angoumiens ohne Fazieswechsel

Das Angoumien wird in zwei Formationen unterteilt, in ein Unteres Angoumien und ein Oberes Angoumien. Manche Autoren rechnen auch noch das Ligérien hinzu und bezeichnen dieses dann als Basales Angoumien. Das Angoumien im engeren Sinne überlagert konkordant das Ligérien und schließt mit einem perforierten Hartgrund (Englisch hardground) gegenüber dem leicht diskordant nachfolgenden Coniacium. Der Hartgrund war von karstischen Lösungserscheinungen sowie einer in situ stattfindenden Brekzienbildung begleitet und dokumentiert somit das Auftauchen der Plattform. Im Norden des Départements Charente-Maritime bei Saint-Césaire schnitten sich sogar Flussläufe bis zu 10 Meter in die aufgetauchte Plattform ein.

### Sequenzstratigraphie
Das Angoumien bildet sequenzstratigraphisch Teil des ersten der beiden kreidezeitlichen Transgressions/Regressions-Zyklen auf der nordaquitanischen Schelfplattform. Diese erste Sequenz zweiter Ordnung umfasst die Zeitspanne Cenomanium bis einschließlich Turonium. Der erste Zyklus wird vom zweiten Zyklus gegen Ende des Turoniums durch eine bedeutende regionale Diskordanz abgetrennt, wobei es am Nordrand des Beckens zu einem Auftauchen der Plattform kam. Dieser erste Zyklus kann seinerseits in sieben Sequenzen dritter Ordnung unterteilt werden – fünf im Cenomanium und zwei im Turonium (Sequenz TA und Sequenz TB, generell progradierend). Die Sequenz TA besteht aus dem Ligérien und dem Unteren Angoumien, die Sequenz TB aus dem Oberen Angoumien. Der transgressive Hochstand mit der Maximum Flooding Surface (MFS) wurde gegen Ende des Ligériens erreicht, das folgende Angoumien besitzt dann regressiven Charakter, der bis zum Auftauchen der Plattform fortschritt. Die Regression während des Angoumiens verlief sprunghaft, jedoch relativ rasch. Die Sequenzen TA und TB untergliedern sich weiter in die Parasequenzen (vierter Ordnung) TA1, TA2, TA3, TA4 und TB1, TB2. Das Untere Angoumien wird von TA3 und TA4 gebildet, das Obere Angoumien von TB1 und TB2. Hochstandsprismen entwickelten sich während TA4 und TB2 unter gleichzeitiger Ausweitung des internen Plattformbereichs, der es den Rudisten der Radiolitidae, der Hippuritidae und der Sauvagesinae ermöglichte, zahlreiche und weit angelegte Biostrome zu errichten. Die Sequenz TA und TB werden ebenfalls von einem Hartgrund getrennt, der einem Hochstandprisma entspricht. Dem war eine nur kurzzeitige Transgression gefolgt, welche zu Beginn von TB1 wieder endete.

### Unteres Angoumien
(Wird auf französischen geologischen Karten als Einheit c3b dargestellt)
Das insgesamt 15 bis 20 Meter mächtige Untere Angoumien, auch als Angoulême-Formation bezeichnet, beginnt mit einem 5 – 6 Meter mächtigen, dünnbankigen, mikrokristallinen Kalk von weißer oder cremiger Farbe. Er enthält sehr viel feinkörnigen Schutt und besitzt eine benthische Mikrofauna bestehend aus Milioliden und Textulariiden. In dieser Lage erscheinen die ersten Rudisten, vertreten durch die Taxa Sphaerulites patera und Biradiolites lumbricalis. Auch recht seltene Kopffüßer wie beispielsweise Romaniceras deveriari oder Prionotropis fleuriausi wurden angetroffen; dies spricht für relativ offen marine Ablagerungsbedingungen.

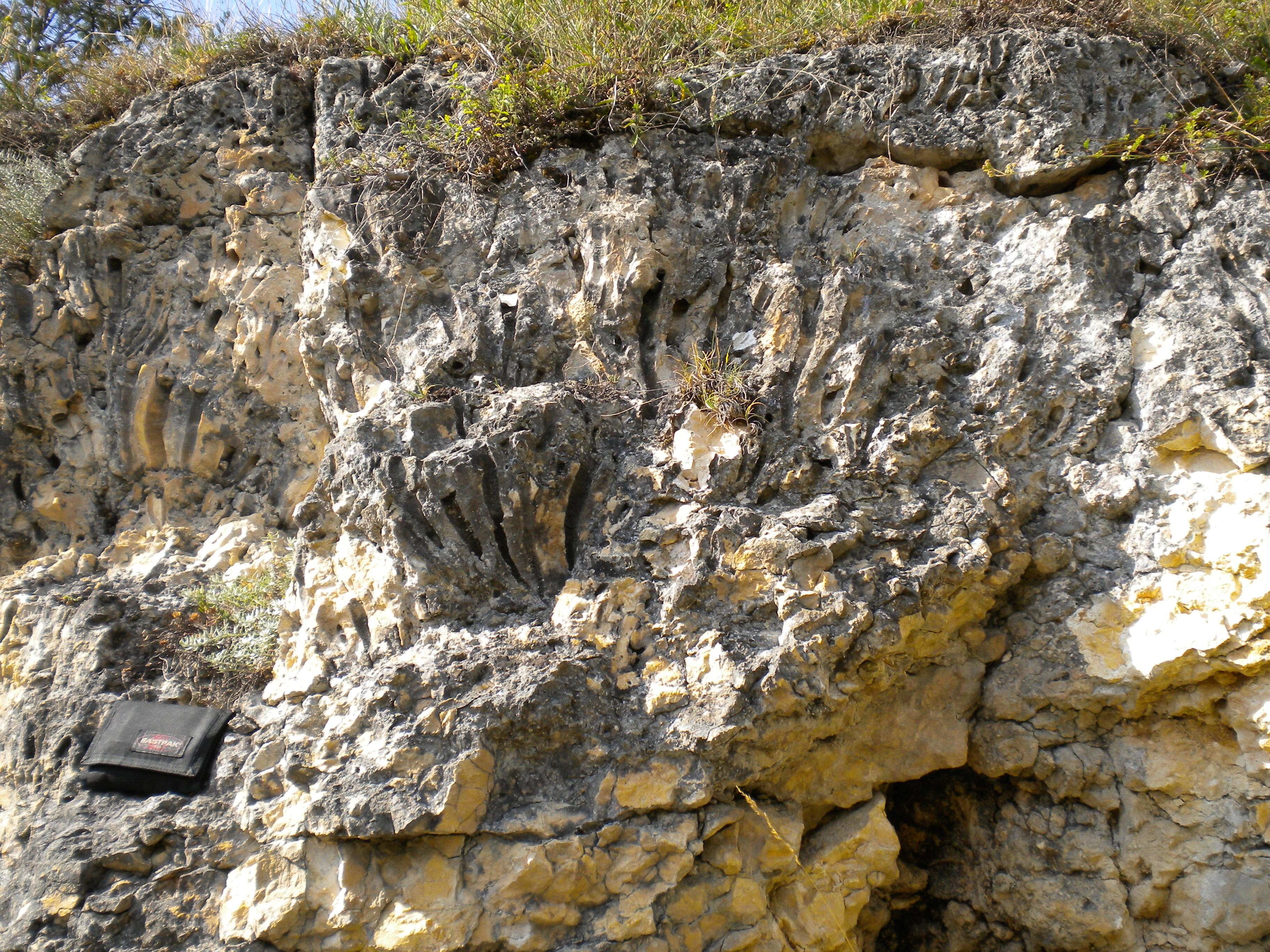
Rudistenbiostrom in der Angoulême-Formation; Steinbruch von Aucors bei Beaussac, Dordogne

Die dünnbankigen Lagen werden anschließend von einer massiven, homogenen, kompakten, meist 8 – 10 Meter dicken Kalkbarre überlagert. Dieser relativ weiche Kalk von reinweißer Farbe besitzt Kreideeigenschaften und besteht hauptsächlich aus Rudisten und deren Bruchstücken. Die Barre bildet im Gelände oft einen geomorphologischen Härtling (insbesondere im rekristallisierten Zustand) mit teils überhängenden Felswänden.
Dieses generell jedoch relativ weiche Gestein – es kann bereits mit einer Handsäge geschnitten werden – war einst ein sehr begehrter Baustein, der in unzähligen, meist kleineren Steinbrüchen abgebaut wurde. Mit ihm wurde z. B. ein Großteil der historischen Bauwerke in Angoulême und in Périgueux errichtet. Der Abbau ist aber jetzt weitgehend zum Erliegen gekommen.
Die Barre unterliegt teils recht bedeutenden Mächtigkeitsschwankungen (zwischen 5 und 12 Meter), sie kann maximal sogar bis 15 Meter mächtig werden. Die Schwankungen sind entweder tektonisch bedingt oder erosiver Natur – beispielsweise liegt in der Mareuil-Antiklinale das Obere Angoumien diskordant auf und greift dort teils mit Erosionsrinnen in das Untere Angoumien. Die kreidigen Kalke bestehen in der Hauptsache aus Rudistenschutt mit nur wenig Zement. Der Rudistenschutt setzt sich vorwiegend aus dem Taxon Biradiolites lumbricalis zusammen, welches im geringeren Maße von den Taxa Durania cornupastoris, Praeradiolites peroni, Radiolites peroni, Radiolites ponsi, Radiolites beaumonti, Radiolites socialis und Hippurites requieni begleitet wird. Gelegentlich finden sich auch Biostrome mit unbeschädigten Rudisten in Lebendstellung (vorwiegend das relativ kleine Taxon Biradiolites). Zum Hangenden ändert die bisher durchgehend massive Lage ihren Charakter und es treten jetzt dünnere, recht harte, ockerfarbene Kalkarenitlagen in Erscheinung. Diese härteren Lagen bedeuteten für den Abbau die Obergrenze und wurden von den Bergleuten als Kessel (franz. chaudron) bezeichnet. In ihnen treten neben der üblichen Fauna zusätzlich noch kleinere Biostrome von Biradiolites angulosus auf.
Die bisher beschriebene Normalfazies kann relativ rasch (d. h. über eine Distanz von 500 Meter) in eine Kalkarenitfazies überwechseln. Der als Pierre de Cheyroux bezeichnete Kalkarenit kam in einem littoralen Beachrock-Environment zur Ablagerung, er ist grobkörnig, nur schwach zementiert, führt Bioklasten und ist von weißer bis gelblicher Färbung. Die Bioklasten sind stark gerundet und bestehen aus den Überresten von Stachelhäutern, Rudisten, Einzelkorallen (Polypen) und Milioliden. Die sehr massiv auftretenden Kalkarenite können bis 12, ja gelegentlich bis 15 Meter mächtig werden. Sie liegen teils schräggeschichtet vor. Ihr Vorkommen beschränkt sich auf die Gebiete südöstlich der La-Tour-Blanche-Antiklinale und südöstlich der Périgueux-Antikline. Sie deuten somit auf eine Hebung der beiden Strukturen bereits während des Turoniums.
Das Untere Angoumien endet mit nur wenige Meter mächtig werdenden, dünnbankigen, gelblichen mikrokristallinen Kalken, die sehr reich an Bioklasten sind – in der Regel Lamellibranchier und Stachelhäuter. Diese abschließende Lage zeigt Schrägschichtung (zu sehen in Brantôme) und Schichtlücken.
Von Bedeutung ist ein weiterer Fazieswechsel, der im Westen des Ablagerungsraumes zu beobachten ist. Hier geht die übliche Rifffazies in einen sehr harten, feinkörnigen rekristallisierten Kalkstein über, der keine Bioklasten mehr führt. Dieser Fazieswechsel dürfte sehr wahrscheinlich an Störungen gebunden sein.
Seltene Ammonitenfunde im Unteren Angoumien sind Prionotropis fleuriausi, Romaniceras deveriari und Tissotia galliennei.

### Oberes Angoumien
(Dargestellt als c3c)
Das Obere Angoumien, auch als Bourg-des-Maisons-Formation bezeichnet, lässt sich im Gelände relativ leicht an seiner typisch ariden Zwergflora mit vorwiegendem Wacholderbewuchs erkennen. Die Gesamtmächtigkeit variiert zwischen 20 und 40 Meter. Die Typlokalität der Formation liegt bei Bourg-des-Maisons.
Das bis zu 20 Meter mächtige unterste Schichtglied besteht aus grauen bis beigen, rudistenhaltigen, kryptokristallinen Kalken. Gemäß der Gefügeklassifikation nach Dunham (1962) handelt es sich hier um einen Wackestone, der in Mudstone übergehen kann. In den Wackestone sind mikrokristalline Kalke zwischengeschaltet, die sehr reich an Feinschutt und Bioklasten sind. Das unterste Schichtglied verwittert knollig bis prismatisch.
Der Fossilinhalt wird erneut von biostrombildenden Rudisten beherrscht. Vorhanden sind verschiedene Taxa wie Durania cornupastoris, Praeradiolites ponsi, Radiolites praesauvagesi, Radiolites radiosus, Radiolites trigeri, Biradiolites quadratus, Biradiolites angulosus, Vaccinites praepetrocoriensis, Vaccinites petrocoriensis und Hippurites requieni var. subpolygonia. Die benthischen Fossilien bestehen aus Lamellibranchiern, Acteonellen, Nerineen, Chaetetiden (Kalkschwämme), Milioliden und anderen. Sie bekunden relativ ruhige, sehr warme und nur wenig tiefe Ablagerungsbedingungen. Im obersten Abschnitt kann dieses Schichtglied auch zu unruhigeren Bedingungen überwechseln, wie dies im Westen des Sedimentationsraumes und in der Nähe von Périgueux der Fall ist. Hier wurden relativ grobe (Korngröße > 2 Millimeter), beigefarbene, bioklastenhaltige Kalke sedimentiert. Sie haben einen sehr niedrigen Rekristallisationsgrad und besitzen teils große Schrägschichtungskörper.
Das zweite Schichtglied zeichnet sich durch starke Mächtigkeitsschwankungen aus (8 – 12 Meter). Im Gegensatz zum untersten Schichtglied führt es entweder Mikrite mit nur wenig Feinschutt oder mikrokristalline Kalke reich an biogenem Schutt. Ihr Fossilinhalt ist derselbe wie im untersten Schichtglied. Das zweite Schichtglied kann ebenfalls einen Fazieswechsel hin zu Kalkareniten des Beachrock-Typus vollziehen. In der Nähe von Paussac und bei Le Toulon (Vorort von Périgueux) hielten sich die Kalkarenite bereits seit dem Unteren Angoumien.
Das oberste Schichtglied des Oberen Angoumiens schließt mit 5 Meter mächtigen (und stellenweise bis auf 15 Meter anwachsenden), grauen bis gelben, plattigen mergeligen Kalken und zwischengelagerten Mergeln. Es enthält Rudisten wie Praeradiolites praesinuatus, Praeradiolites praecoquandi, Vaccinites petrocoriensis und Hippurites requieni sowie Chaetetiden. Die benthische Mikrofauna ist ziemlich stark vertreten, sie führt die Ostrakodengattungen Bairdia, Cythereis und Pterygocythereis sowie Foraminiferen der Rotaliida (z. B. Discorbiden) und Textulariida (z. B. Valvulammina picardi oder Arenobulimina sp.).
Am Ende des Oberen Angoumiens etabliert sich ein Hartgrund.

## Ablagerungsbedingungen

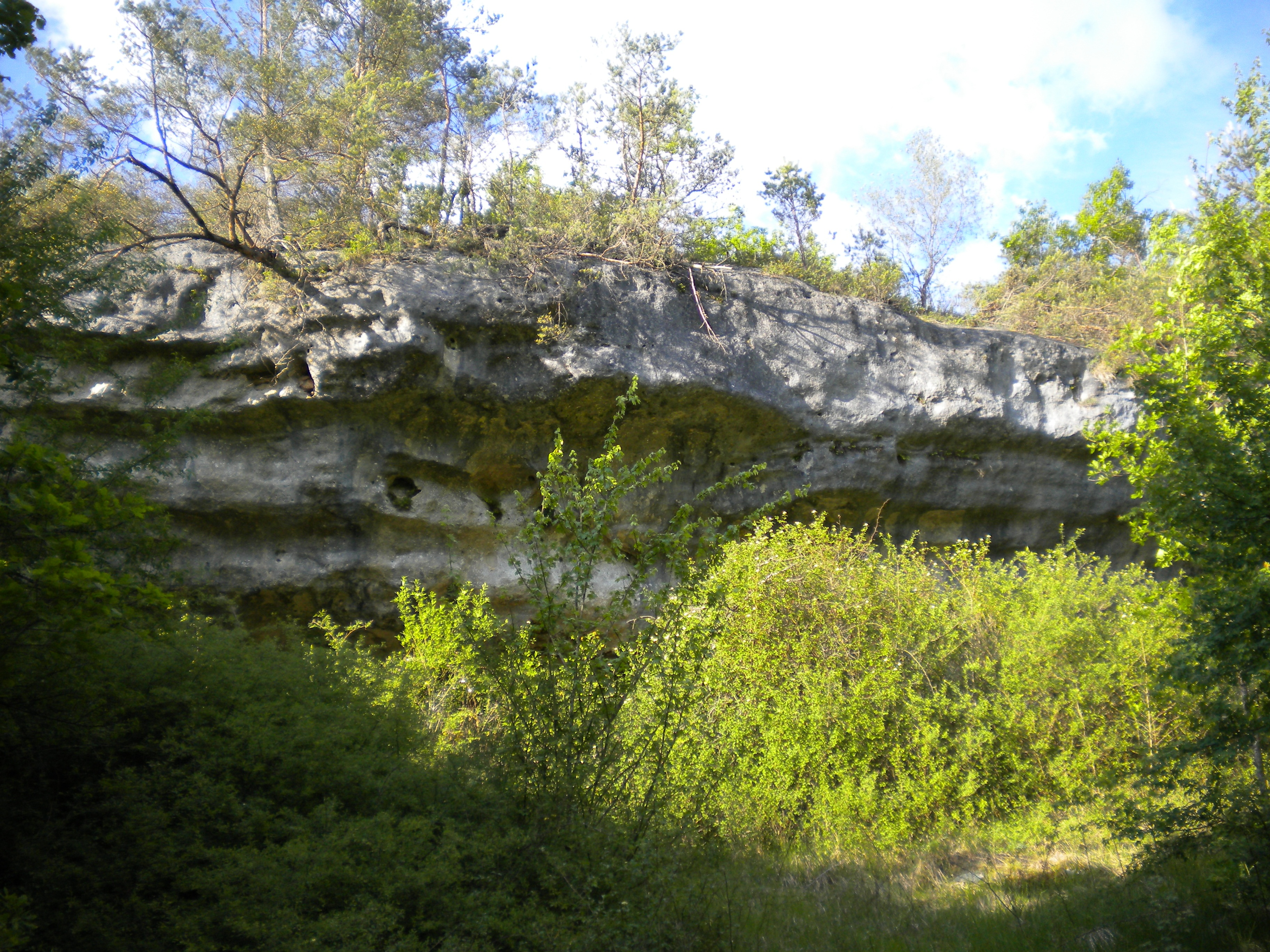
Überhang in der resistenten Angoulême-Formation. Aufschluss im Nizonne-Tal bei Champeaux-et-la-Chapelle-Pommier, Dordogne

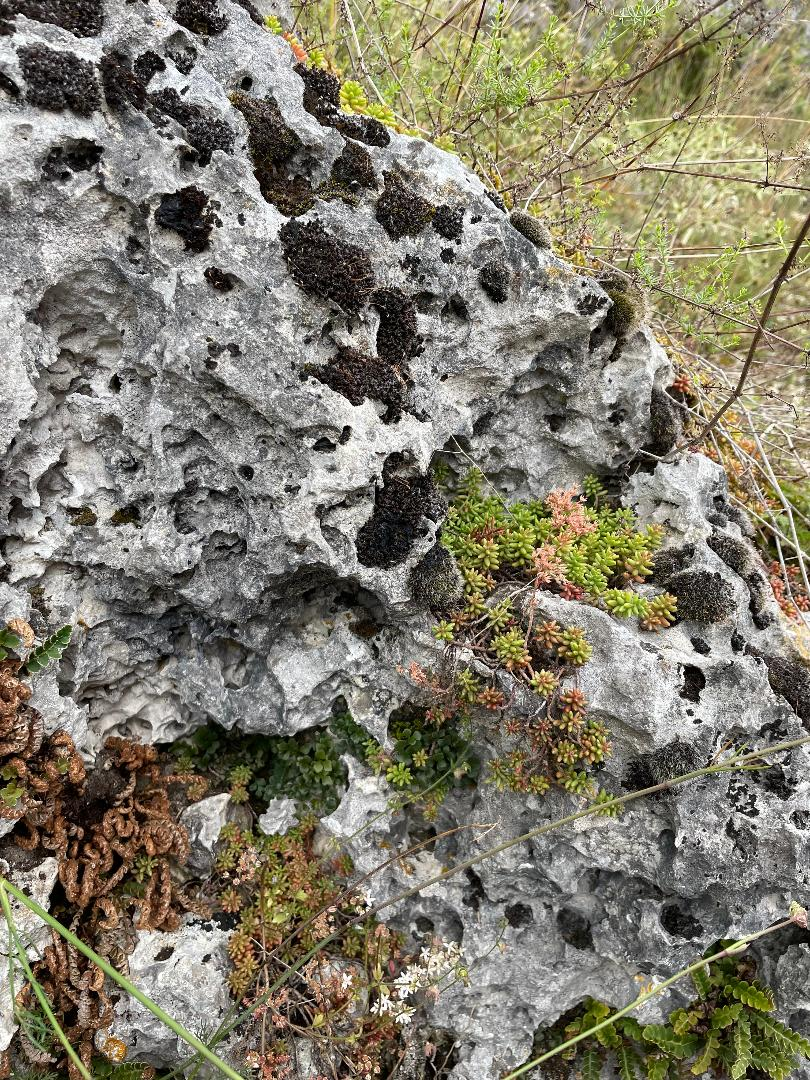
Stark verkarstetes und verwittertes Angoumien im Aucors-Steinbruch

Nach dem im Vergleich zum vorhergehenden Cenomanium transgressiven Ligérien (unteres Turonium), das eindeutig von offen marinen Bedingungen beherrscht wurde, zeigt das Angoumien hingegen sehr deutliche regressive Tendenzen. Dieser Sachverhalt im Zusammenspiel mit dem Klimaoptimum während des Turoniums ließ die Wassertemperaturen auf dem nördlichen Aquitanischen Schelf (im Vergleich mit heutigen Werten im Atlantik) auf etwa 10 °C höhere Werte ansteigen – ideale Voraussetzung für die Expansion der Rudistenriffe im ruhigen Schelfinnenbereich. Ein Beleg für die hohen Temperaturen sind die Milioliden, die Wassertemperaturen von 24 bis 30 °C für ihr Wachstum benötigen.
Während des Unteren Angoumiens (Angoulême-Formation) hatte sich auf dem Schelfinnenbereich eine Kalkschlicklagune mit niedrigem bis gemäßigtem Energieniveau etabliert. Die Lagune wurde von zahlreichen Rudistenriffen umrahmt bzw. durchsetzt, deren Abtragungsschutt vorwiegend seewärts transportiert wurde. Von Périgueux ausgehend zog ein größeres Riff nach Nordwesten und teilte somit die Lagune in einen Innenbereich nordöstlich und östlich von Périgueux und einen Außenbereich in Richtung Zentrum des Aquitanischen Beckens. Auf der energiereicheren Seite der individuellen Riffe wurden die gröberklastischen Schichtglieder abgelagert, wohingegen sich in der ruhigen Lagune kryptokristalline und mikritische Kalke absetzten.
Gegen Ende des Oberen Angoumiens (Bourg-des-Maisons-Formation) wurde der regressive Trend deutlich spürbar, da jetzt Teile des Aquitanischen Schelfs aufzutauchen begannen. Verantwortlich dafür dürfte vorrangig eine Hebungsbewegung im Massif Central gewesen sein. Die regressive Tendenz kann in den Sedimenten des ausgehenden Angoumiens deutlich nachvollzogen werden, die Entwicklung verlief ausgehend von klastisch betonten Sedimenten über Umwandlungserscheinungen hin zur Brekzifizierung und letztendlich zur Hartgrundbildung.
Die Gesamtmächtigkeit des Angoumiens liegt bei zirka 35 bis 60 Meter, wobei die Südwesthälfte des Ablagerungsraumes (in Richtung Beckenzentrum) eine wesentlich höhere Mächtigkeit aufweist.

## Verwitterung
Das Angoumian zeigt sehr starke Verkarstungserscheinunhen, bedingt durch die Hohlräume im Innern der Rudisten. Oft folgt der Karst auch Schwächezonen im Gestein, wie beispielsweise Klüften und Brüchen, an denen der Kalk weggelöst wird. Dies kann zur Bildung recht großer Hohlräume führen. Auch Karströhren werden beobachtet, welche durchaus mehr oder weniger horizontal verlaufen können und oft von Lösungsrückständen wie Ton und Feinsand verfüllt sind. Das weiße bis cremefarbene Gestein verwittert an seiner Oberfläche grau bis grauschwarz.

## Tektonik

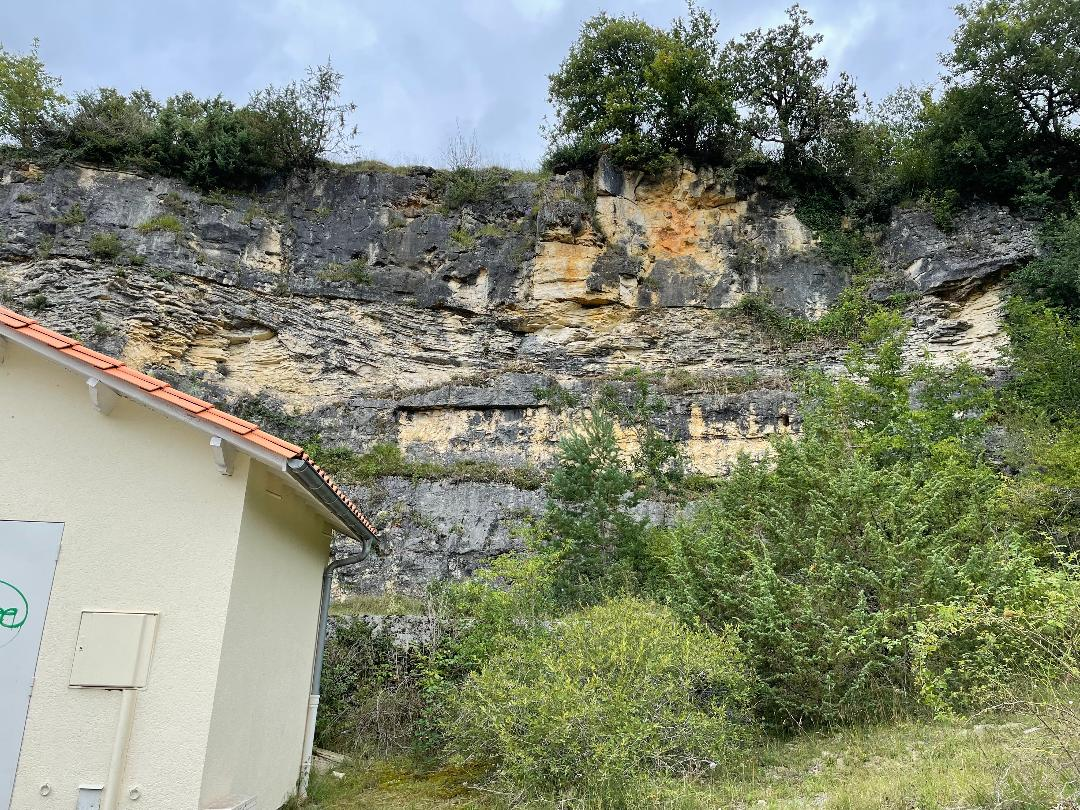
Der Aucors-Steinbruch bei Beaussac

Das Angoumien bildet Teil zweier recht flacher, NW-SO bzw. WNW-OSO streichender Synklinalzüge, dem Synklinal von Combiers-Saint-Crépin-de-Richemont im Nordosten und dem Synklinal von Gout-Rossignol-Léguillac im Südwesten. Die Gruppe liegt aber dennoch meist flach oder taucht mit nur 5° nach Südwest ein (bei Champeaux). Bei Beaussac zeigt sie etwas stärkeres Einfallen (um 30°), verursacht von örtlichen Störungen. In unmittelbarer Nähe dieser Verkippung liegt der Aucors-Steinbruch, in dem über dem Rudistenriff eine Rutschung (engl. slump) mit darüberfolgendem Massentransport (Körnerstrom) zu sehen ist. Diese synsedimentären Strukturen lassen örtlich begrenzte, unruhige Sedimentationsverhältnisse erkennen, die möglicherweise mit den gleichzeitig stattfindenden Bewegungen an der Mareuil-Antiklinale in Verbindung gebracht werden können. Tektonisch bedingte Verstellungen ereigneten sich ebenfalls an der Mareuil-Antiklinale, so ist an deren Nordende ein Abtauchen der Schichten mit 35° nach NNO zu beobachten. Kleinere Seitenverschiebungen mit horizontalem Bewegungssinn (bevorzugt ist die NNW-SSO-Richtung, untergeordnet die NW-SO-Richtung) können in Brantôme beobachtet werden. Erwähnenswert ist ferner das Vorhandensein von sogenannten Slickolites –  einer Spezialform von Stylolithen, welches die Drucklösungsrichtung im Gestein anzeigt. Die Druckrichtung war generell vertikal (entsprechend der Auflast der nachfolgenden Formationen), kann aber hiervon auch signifikante Abweichungen aufweisen und flache bis horizontale Spannungsfelder zu erkennen geben.

## Alter
Zeitlich ist das Untere Angoumien in etwa mit den oberen zwei Dritteln des Mittleren Turoniums äquivalent, das Obere Angoumien ist identisch mit dem Oberen Turonium. Das Angoumien beansprucht folglich in etwa den Zeitraum 91,6 bis 89,3 Millionen Jahre BP. Jean-Pierre Platel (1996) gibt zirka 92,0 Millionen Jahre als Beginn des Angoumiens an, Gradstein u. a. in etwa 91,6 Millionen Jahre. Die Grenze vom Unteren zum Oberen Angoumien wird von Platel bei 90,3 Millionen Jahre angesetzt.

## Photogalerie

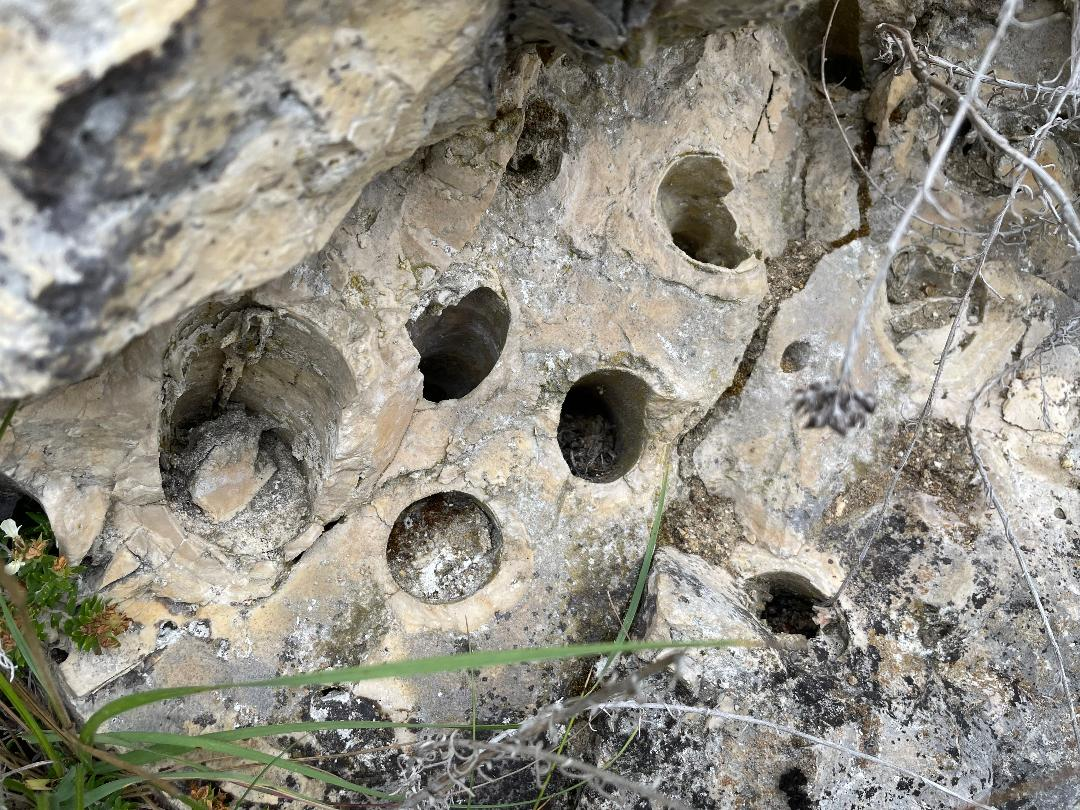
Rudistenkolonie im Angoumien des Aucors-Steinbruchs
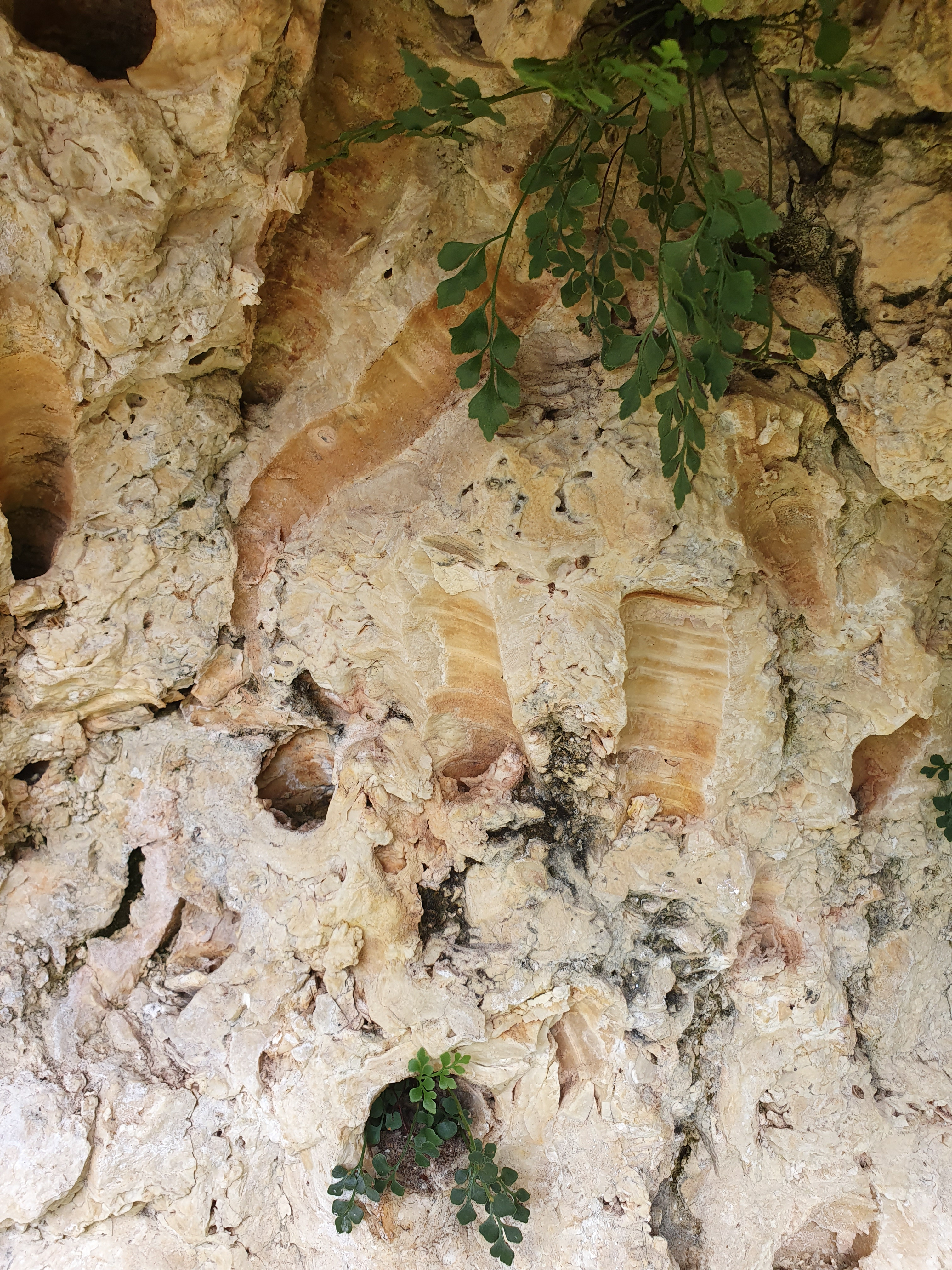
Weitere Rudisten
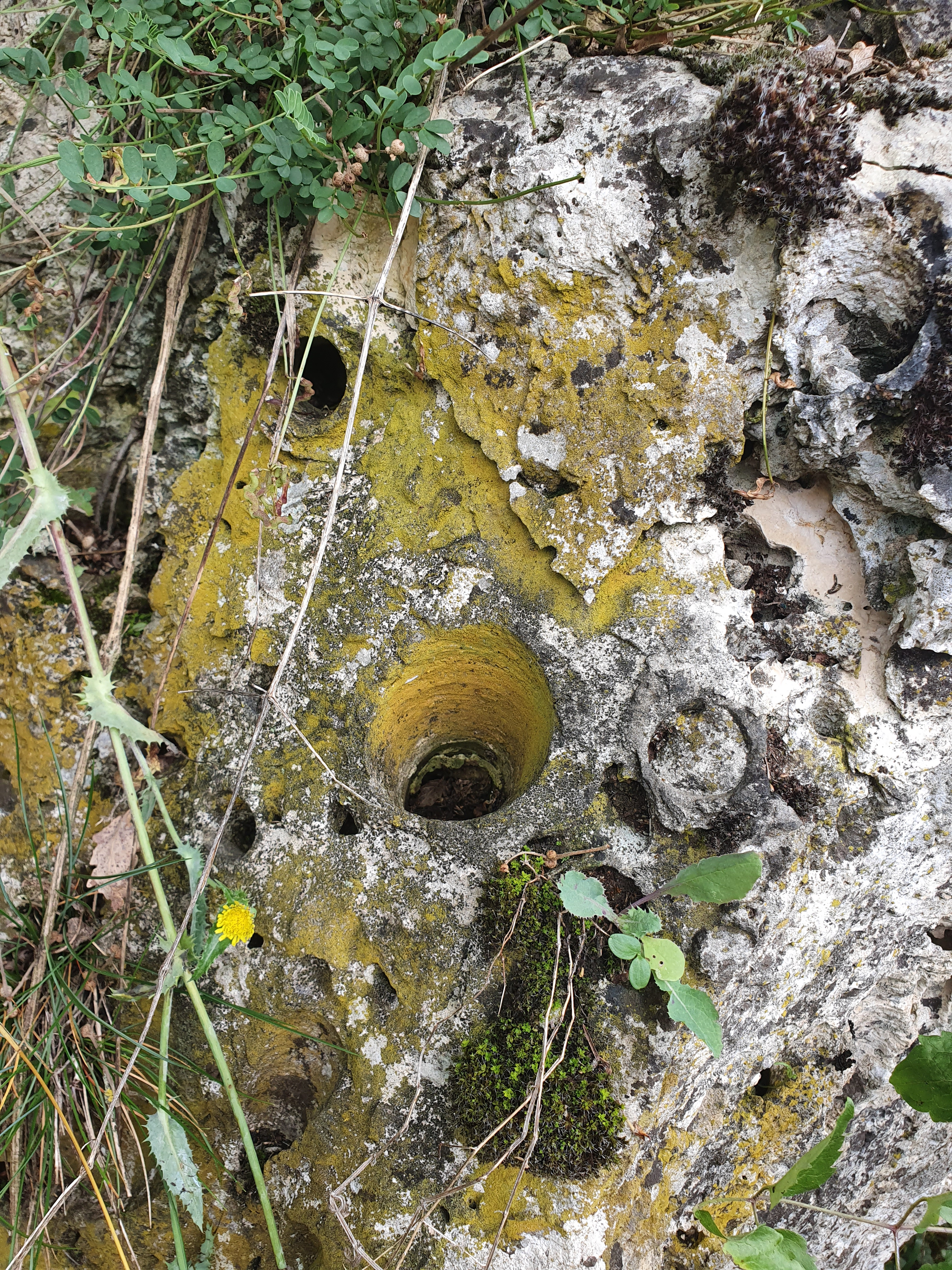
Ein weiteres Rudistentaxon
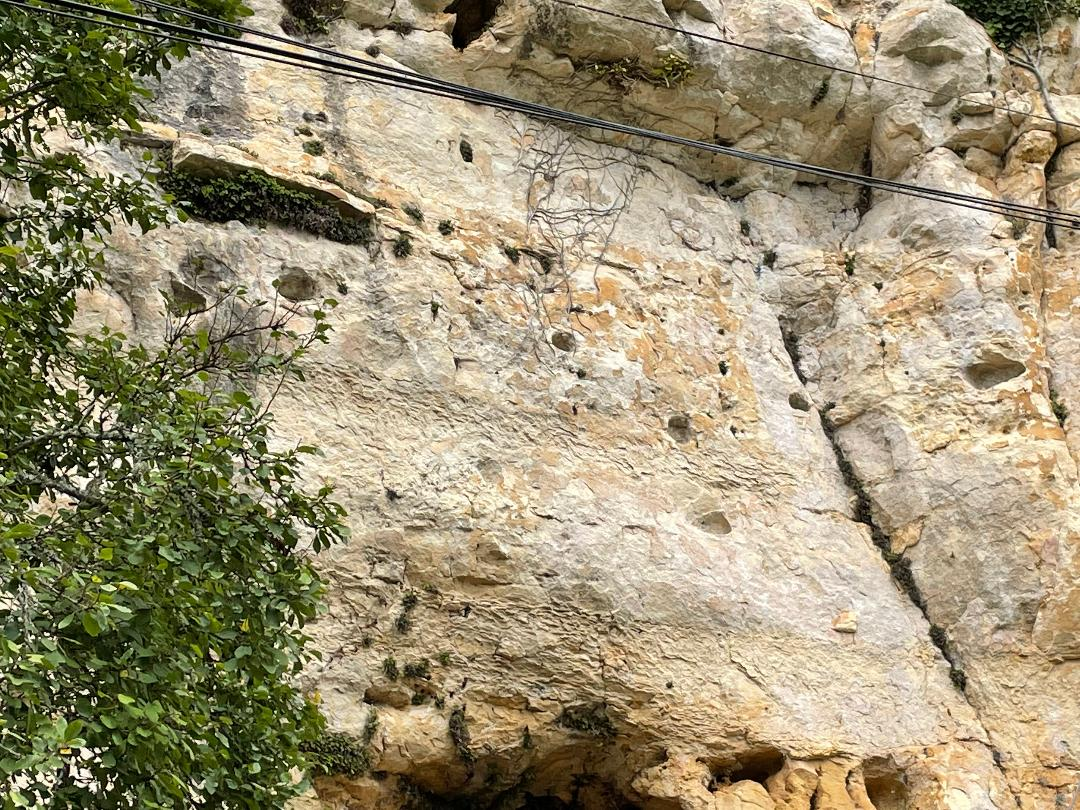
Steilwand des Angoumiens mit Karströhren unterhalb vom Schloss Aucors
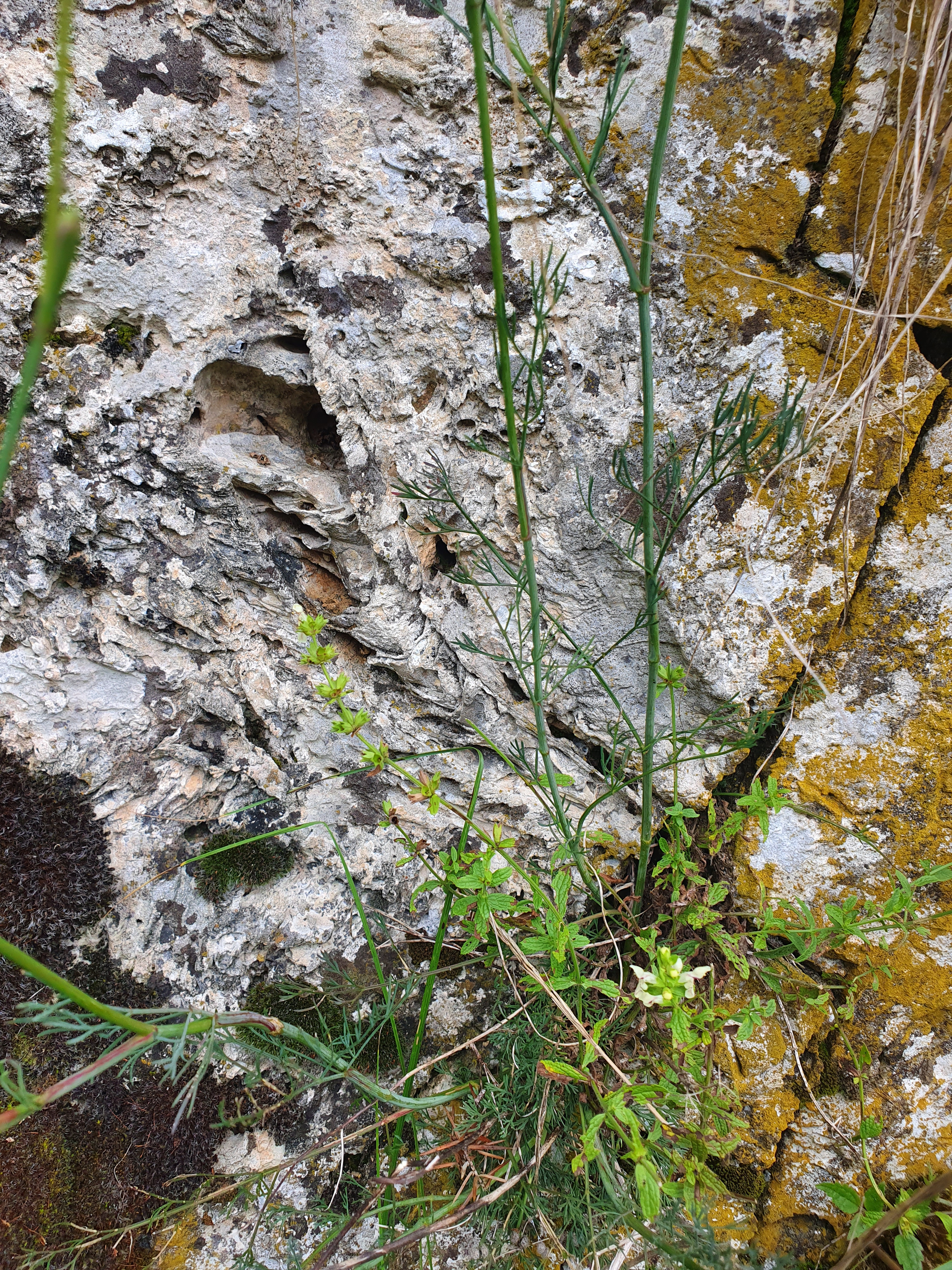
Stark verwitterter Rudistenkalk im Aucors-Steinbruch
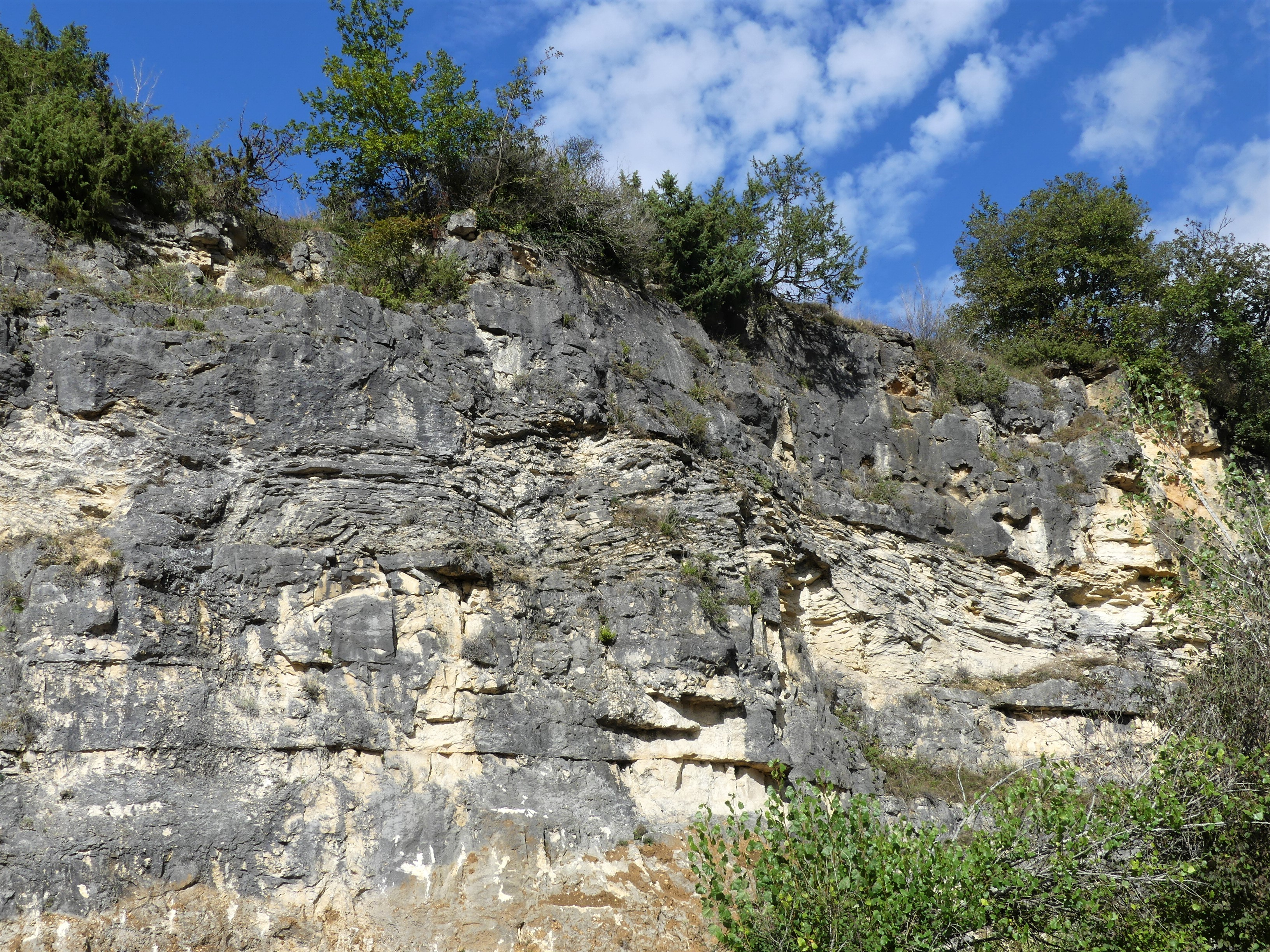
Nordwestabschnitt des Aucors-Steinbruchs
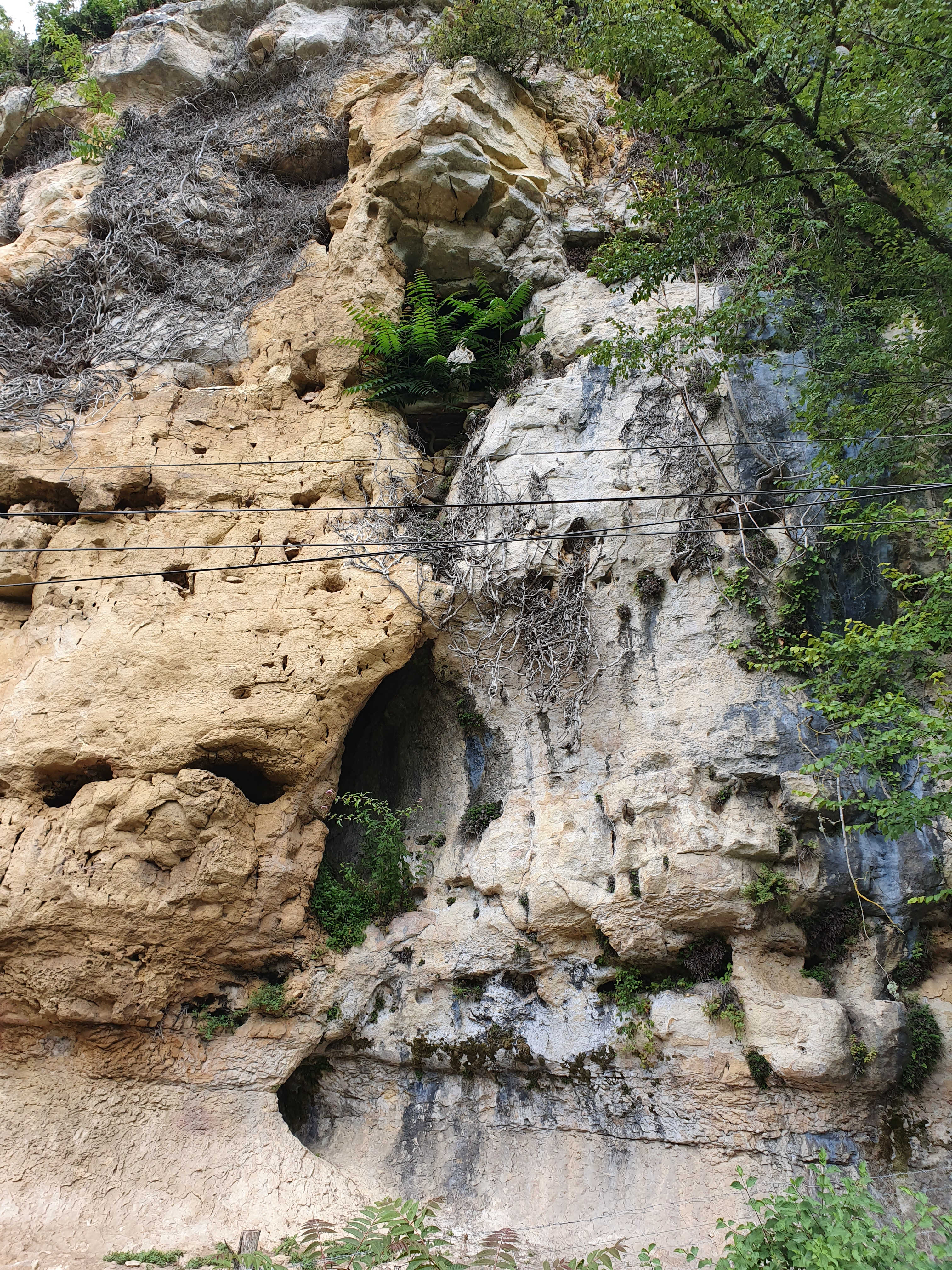
Steilwand des Angoumiens unterhalb vom Schloss Aucors. Der Karst hat den ursprünglichen Bruch erweitert.
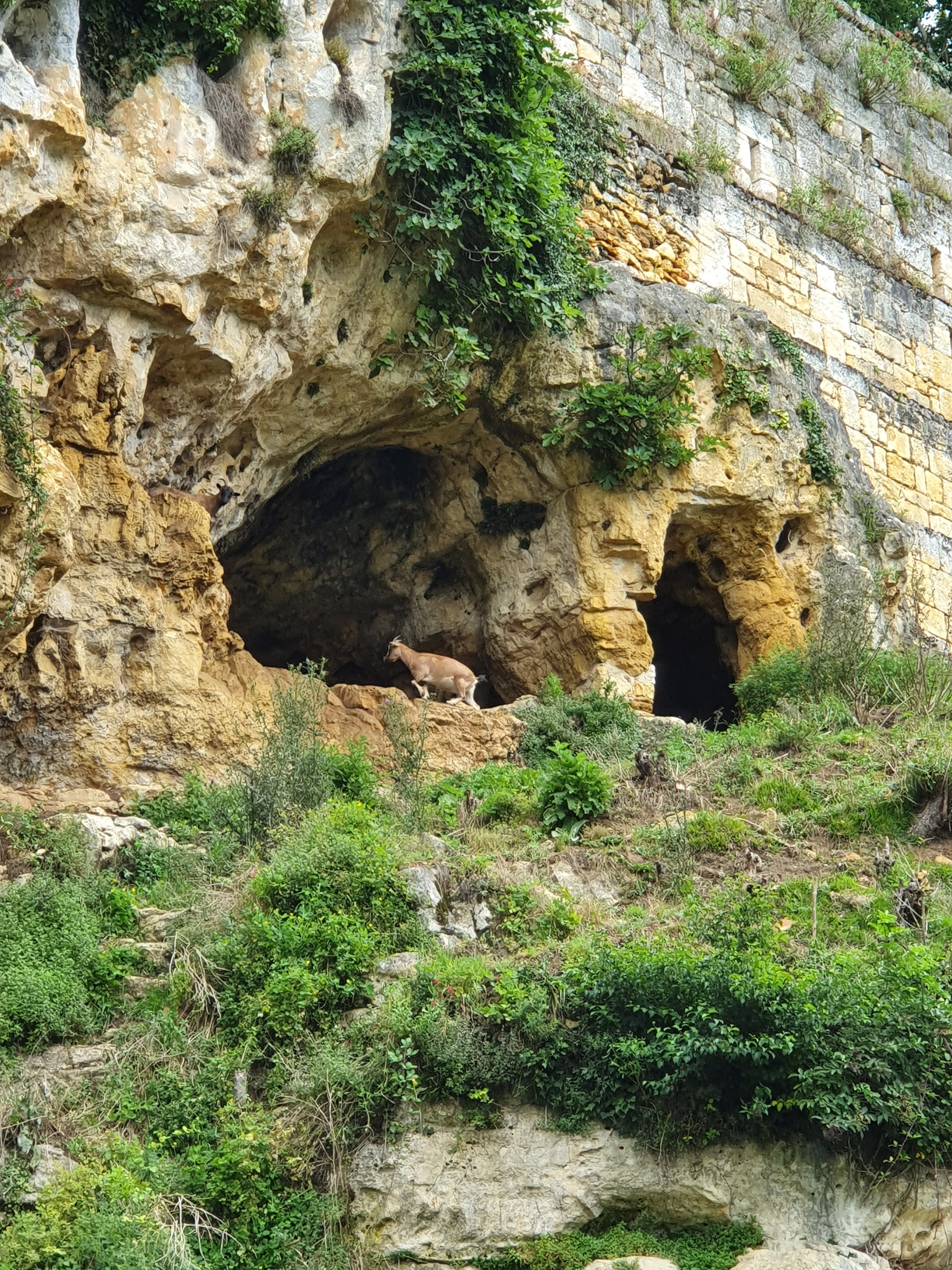
Karsthöhlen im Angoumien unterhalb vom Schloss Aucors.
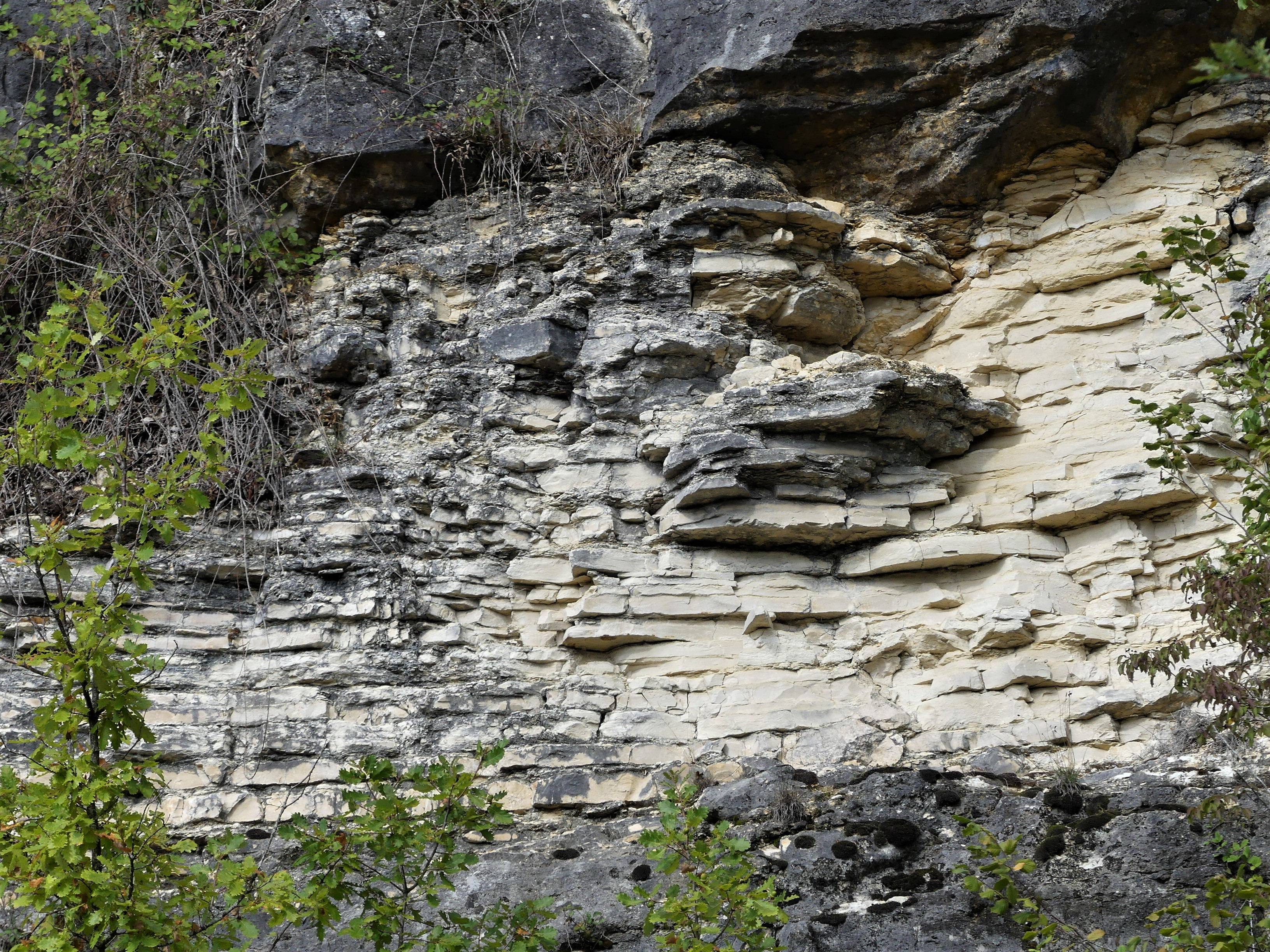
Nahaufnahme der mittleren Slump-Einheit
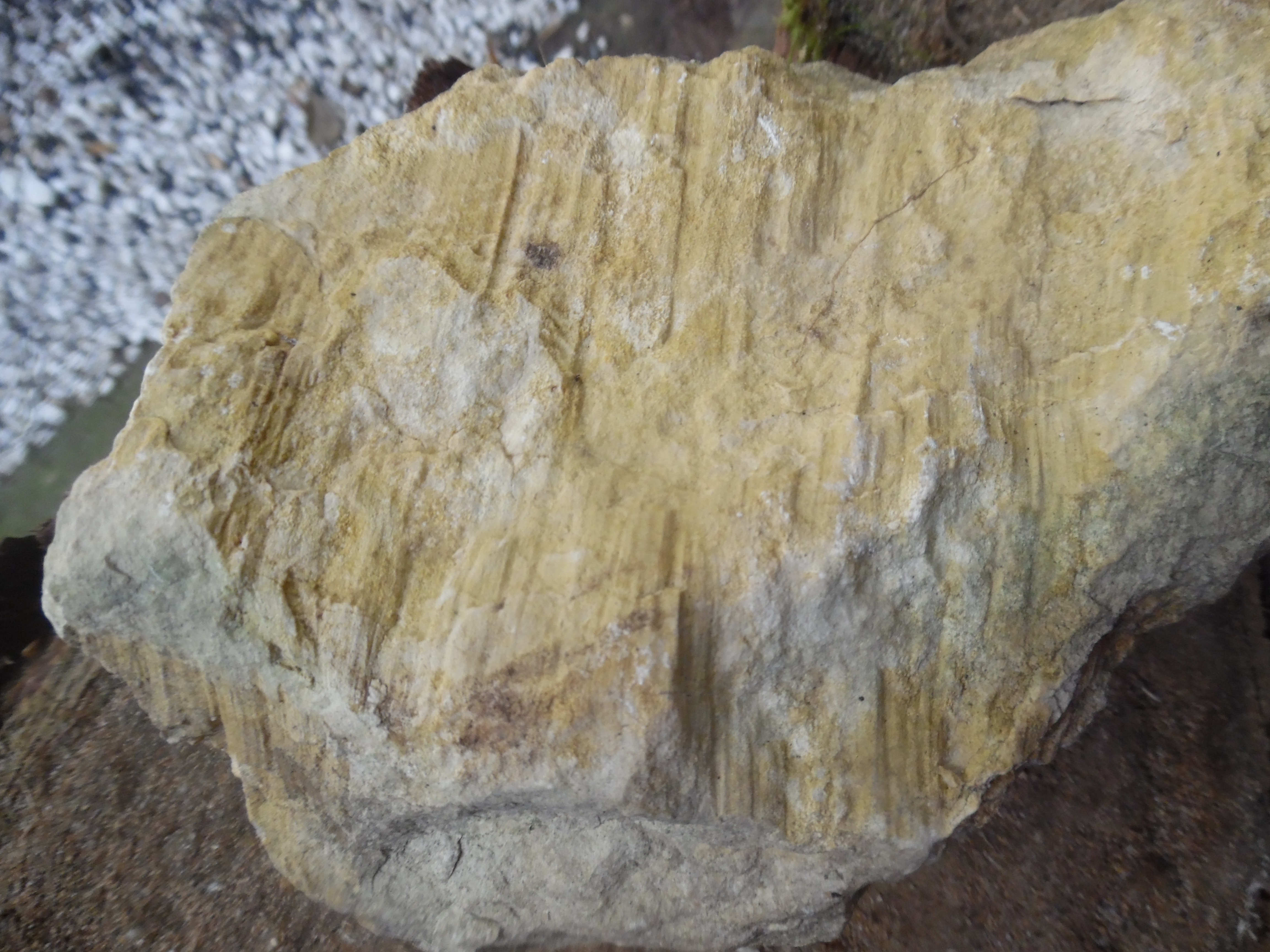
Harnisch auf der mittleren Slump-Einheit im Aucors-Steinbruch. Es lassen sich zwei Richtungen unterscheiden.
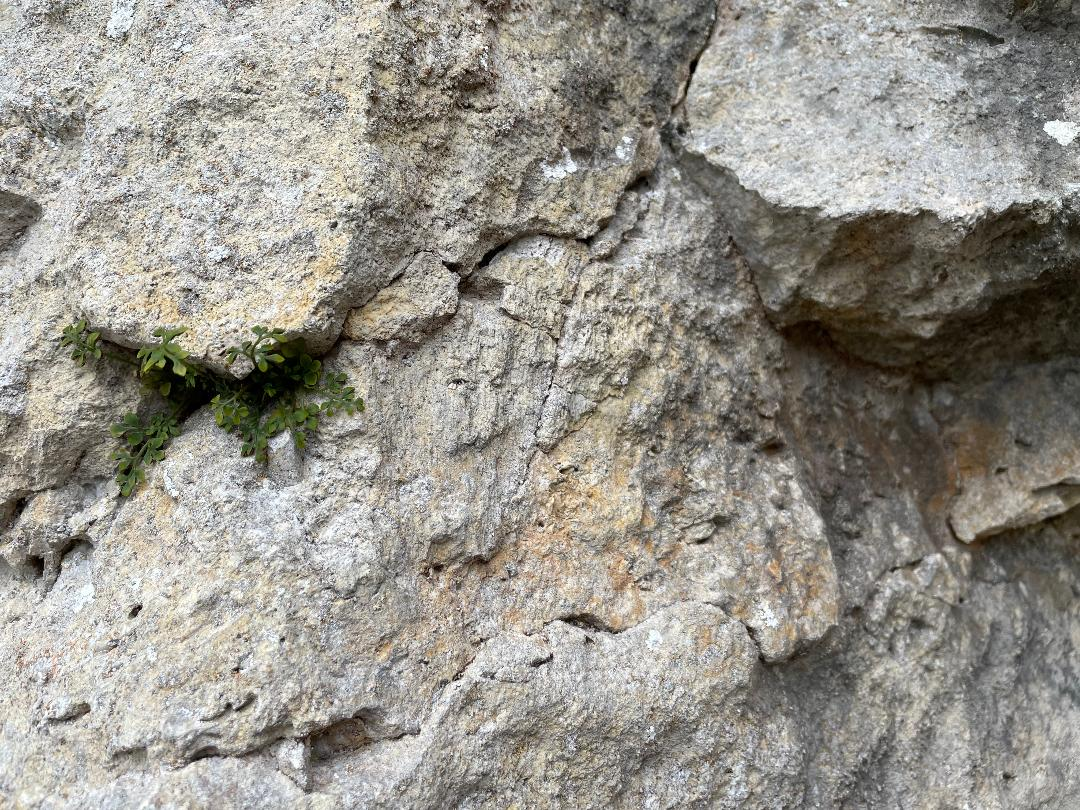
Nahezu senkrecht stehende Slickolites im Aucors-Steinbruch.